# 克卜勒91b
克卜勒91b（Kepler-91b）是一顆環繞恆星克卜勒91的太陽系外行星，位於天琴座。克卜勒91是質量稍大於太陽的恆星，並且已離開主序星狀態成為紅巨星。

## 發現
克卜勒91b是經由分析克卜勒太空望遠鏡的資料發現其疑似凌星現象的訊號。一開始它的訊號被認為是自己發光的天體讓光變曲線變化造成的假陽性。之後確認克卜勒91b因為本身的低密度造成其形狀被母恆星的重力稍微拉扯成橢球體。克卜勒91b造成的橢球光變產生了超過三種凌星光度下降深度不同的光變模式。橢球光變也讓天文學家得以確認克卜勒91b的質量，並發現它會反射部份母恆星的光。

## 特徵
克卜勒91b的質量比木星低14%，但半徑卻比木星大35%，因此它的密度不到水的一半。克卜勒91b的軌道週期約6.25日。儘管相對地球而言它是軌道側視程度最低的行星之一，且傾斜角度約68.5°，它相對於母恆星半徑的低軌道半長軸仍讓天文學家得以觀測到凌星現象。
天文學家預期克卜勒91b將在5500萬年內被母恆星吞噬。

## 外部連結
- Technology.org: Kepler-91b: a planet at the end of its life（页面存档备份，存于）